# Lagidium
Lagidium là một chi động vật có vú trong họ Chinchillidae, bộ Gặm nhấm. Chi này được Meyen miêu tả năm 1833. Loài điển hình của chi này là Lagidium peruanum Meyen, 1833.

## Hình ảnh

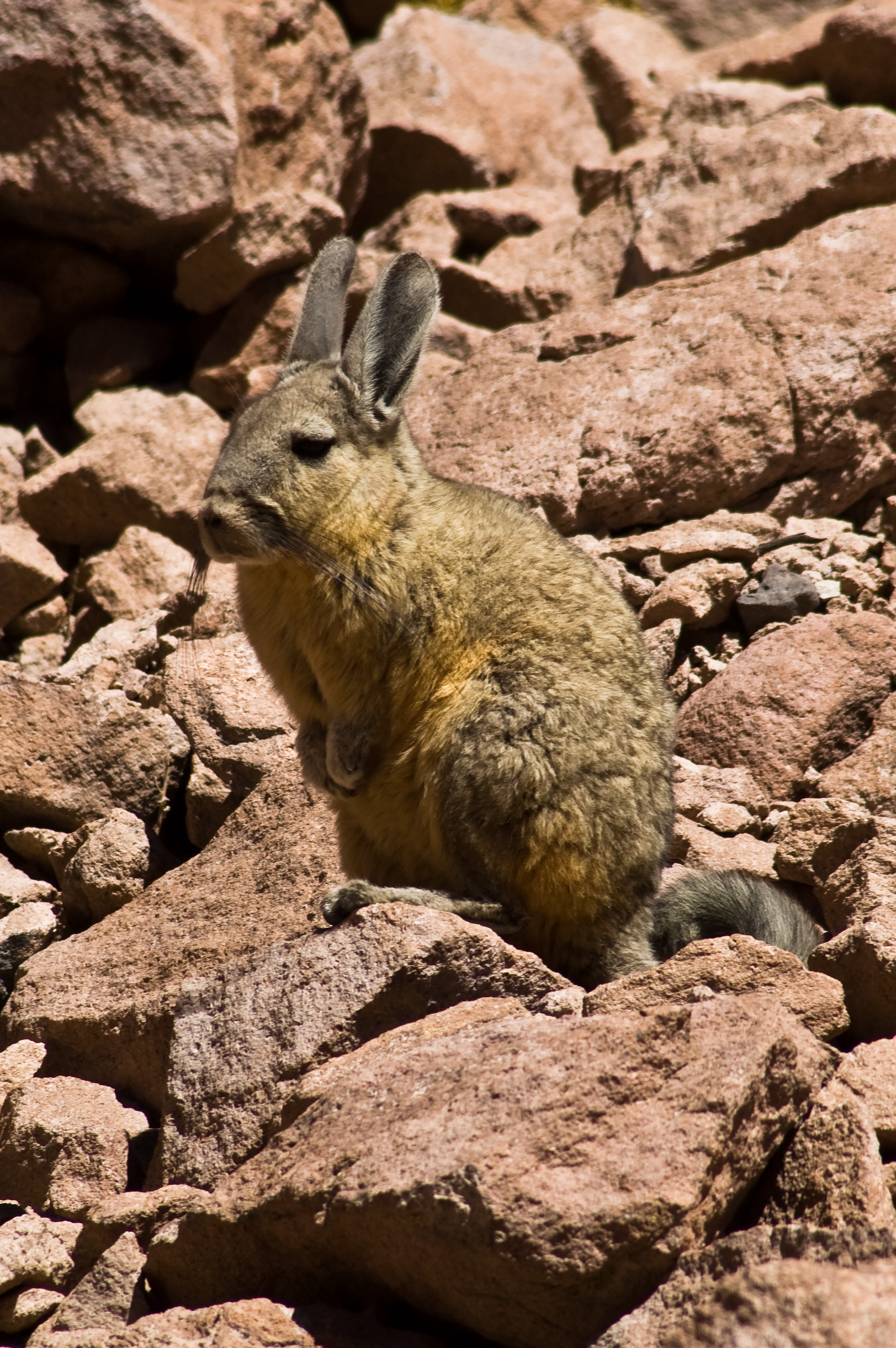
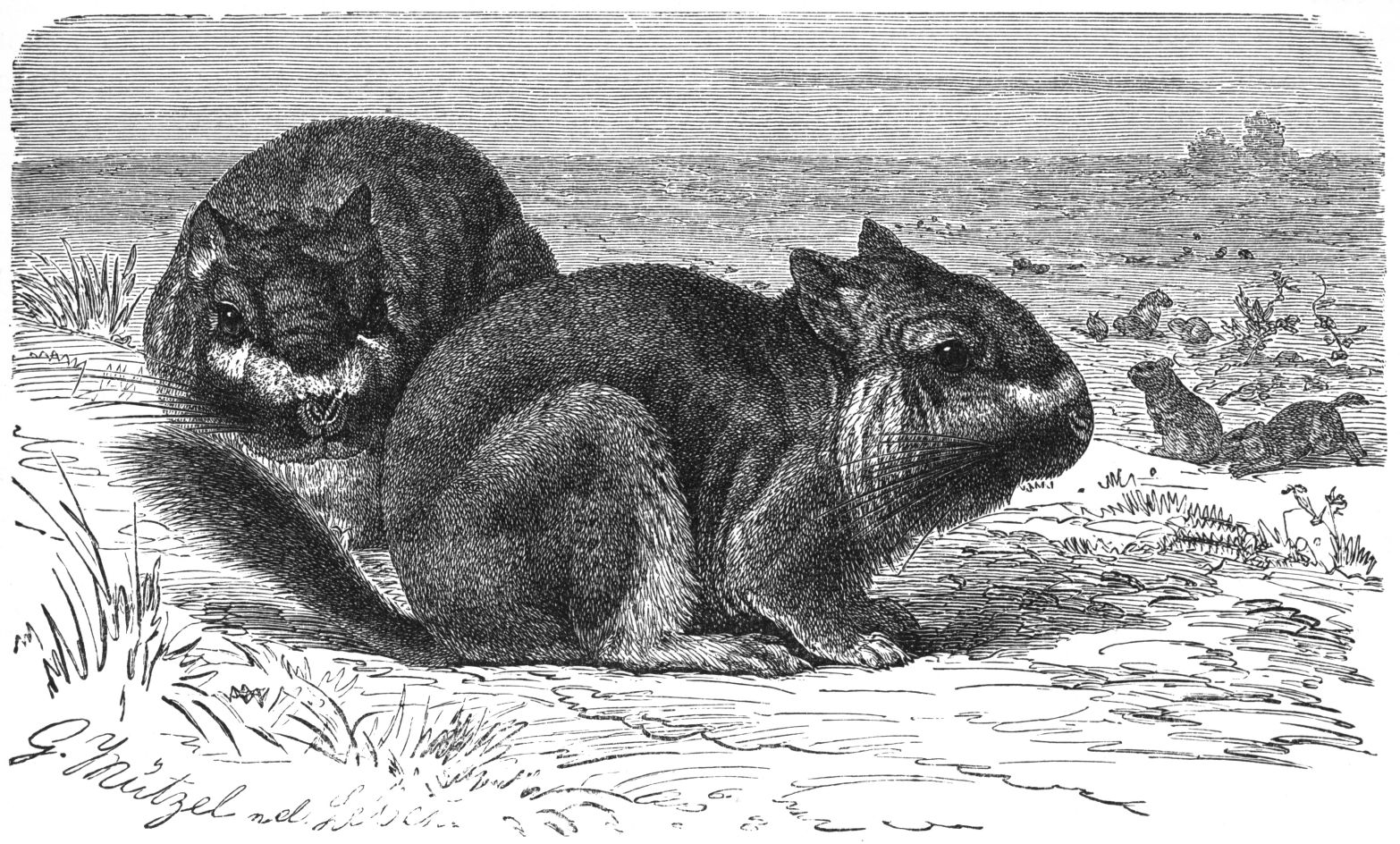
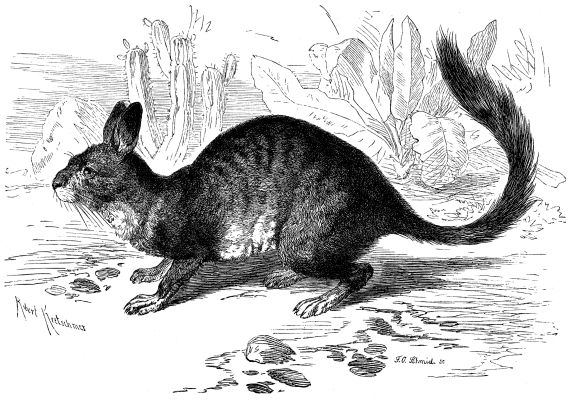

## Các loài
Chi này gồm các loài: